# Альдгельм
Альдгельм (англ. Aldhelm, давн-англ. Ealdhelm; бл. 639, Вессекс — 25 травня 709) — церковний діяч, вчений, поет, ерудит часів англосаксонської Англії. Відомий також як Альдгейм Мальмсберійський.

## Життєпис
Походив зі знатного саксонського роду. Народився близько 639 року в королівстві Вессекс, можливо був родичем правлячої династії. 650 року під час окупації Вессексу військами Мерсії переховувався у монастирі Мальмсбері в Селвудському лісі. У 654 або 655 році поступив у школу ченця Майлдуба.
660 року залишився поза конфліктом між королем Кенвалом і єпископом Агільбертом. 661 року став ченцем в монастирі Мальмсбері. 669 року став придворним кліриком єпископа Леутера. 670 року призначається офіційним легатом до кентерберійського архієпископа Теодара. Став учнем Адріана, голови Кентерберійської римської школи.
675 року став абатом Мальмсберійського монастиря. Впровадив тут бенедиктинський статут, домігшись обрання абата власне ченцями. Сприяв розбудові монастиря, збільшенню кількості ченців. 685 року заснував церкву в Фрумі (сучасне графство Сомерсет). Між 690 та 695 роками здійснив поїздку до Риму, де отримав від папи римського Сергія I дозвіл на заснування в Фрумі монастиря.
Водночас активно листувався з королями Англії та Ірландії, а також відомими вчителями та церквоними діячами. Брав участь у синоді з церквоними діячами Думнонії, зрештою переконавши короля Герайнт ап Донарта прийняти римський варіант числення та святкування Різдва.
Близько 705 року став першим єпископом Шербурна. Поступаючись зверненням ченців залишився також абатом Мальмсберійського монастиря. Багато зробив для розвитку єпархії. В Шербурні звів собор. Помер 709 року. Його визнано святим римсько-католицькою церквою.

## Творчість
У 670-х роках створив поетичний цикл «Загадок» («Енгім»), що складається зі 100 невеличких творів створених гекзаметром. Створено під впливом навчання в Кентерберійській школі та вторчості Сімфосія, поета Західної Римської імперії. Змістовно і жанрово «Загадки» Альгельма схожі на байки Флавія Авіана, твори Авсонія, «Епіграми» Євгена Толедського. Охоплюють біблійні, міфологічні, природничі, космічні, біологічні, людські, технічні питання. Багато використанно відомостей з християнської патристики.
В його доробку також є прозорові твори «Трактат пром етри, загадки та кроках правил», «Хвала незайманості», збірка «Церковні присивяти», а також численні листи.